# IKSU

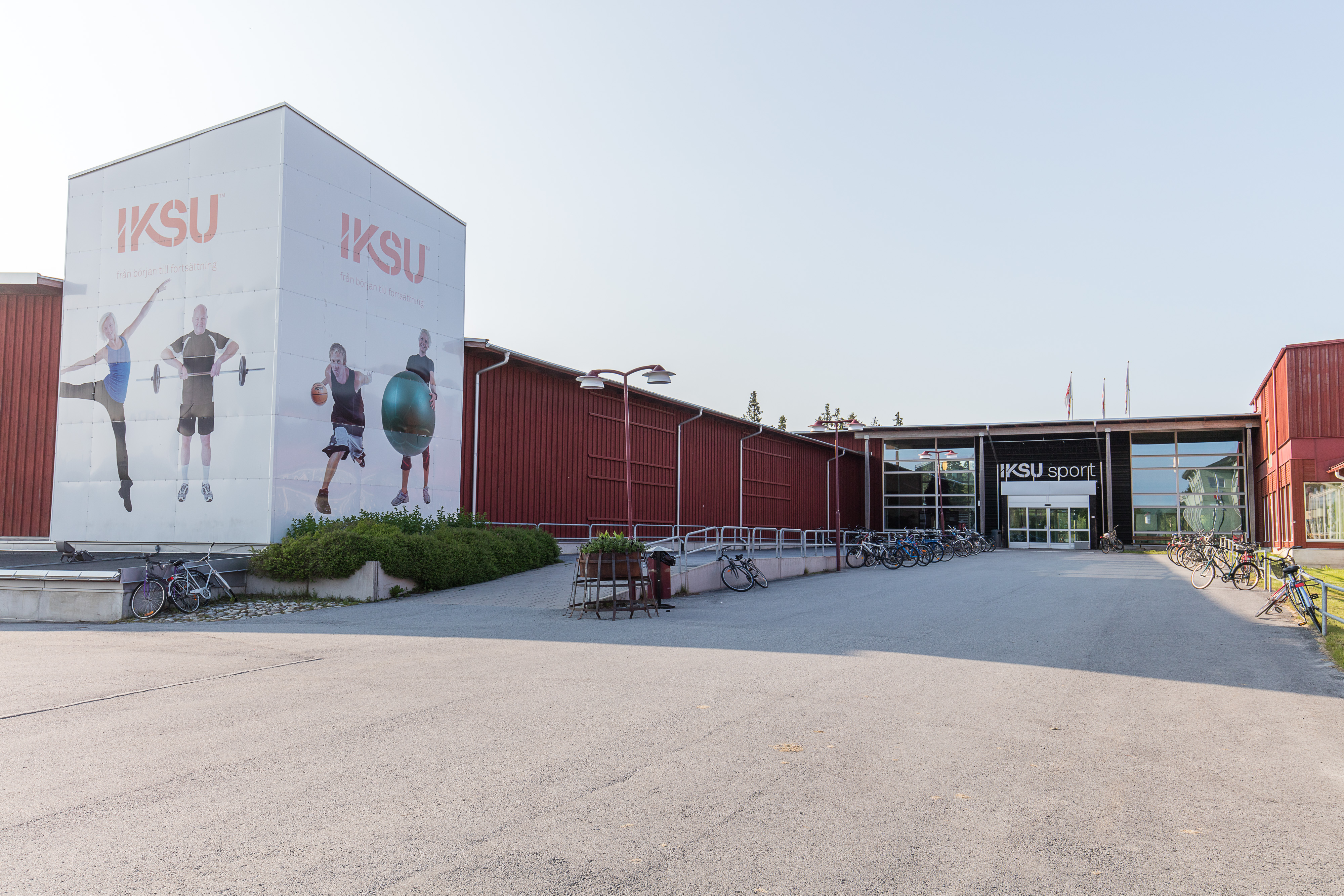
Iksu Sport.

IKSU, Idrotts Klubben Studenterna Umeå (Studentensportclub Umeå), ist ein Sportverein in Umeå, Schweden. Dieser wurde am 5. Mai 1959 gegründet und ist einer der größten des Landes mit mehr als 14.000 Mitgliedern.
Der Verein errichtete seine erste Turnhalle im Jahr 1983 und expandiert seither. Mittlerweile nehmen die Anlagen, die als IKSU Sportcenter bezeichnet werden, mehr als 15.000 Quadratmeter in Anspruch. Damit stellt IKSU eine der größten Sportanlagen Nordeuropas dar und ein weiterer Ausbau ist im Gang.
IKSU besteht aus einer Anzahl Sektionen, darunter die bekannteste: IKSU Innebandy, deren Frauenmannschaft viermal die schwedische Meisterschaft und dreimal den Europacup für Vereinsmannschaften gewann.
Der Verein arbeitet zusammen mit der Universität Umeå, und das Institut für Sportmedizin hat seine Räume in der Anlage.

## Sektionen
| - Alpin - Basketball - Beachvolleyball - Brennball - Fitness - Frilufts - Innebandy - Kampfsport | - Kendo - Klettern - Laufen - Multisport - Schwimmen - Skilanglauf - Squash - Volleyball |